# (4481) Herbelin
(4481) Herbelin es un asteroide perteneciente al cinturón de asteroides, descubierto el 14 de septiembre de 1985 por Edward Bowell desde la Estación Anderson Mesa (condado de Coconino, cerca de Flagstaff, Arizona, Estados Unidos).

## Designación y nombre
Designado provisionalmente como 1985 RR. Fue nombrado Herbelin en honor al ingeniero suizo Claude Herbelin de Neuchâtel, amigo del descubridor, y hermano de "Anne-Marie Malotki", esposa del descubridor.

## Características orbitales
Herbelin está situado a una distancia media del Sol de 2,340 ua, pudiendo alejarse hasta 2,910 ua y acercarse hasta 1,770 ua. Su excentricidad es 0,243 y la inclinación orbital 1,489 grados. Emplea 1307 días en completar una órbita alrededor del Sol.

## Características físicas
La magnitud absoluta de Herbelin es 14,1. Tiene 3,194 km de diámetro y su albedo se estima en 0,212.